# Ergnies
Ne doit pas être confondu avec Ergny.
Ergnies est une commune française située dans le département de la Somme en région Hauts-de-France.
Depuis juillet 2020, la commune fait partie du parc naturel régional Baie de Somme - Picardie maritime.

## Géographie

### Localisation
Ergnies est un village picard du Ponthieu.
Limitrophe d'Ailly-le-Haut-Clocher, la commune est située à 7 km à l'ouest de Domart-en-Ponthieu, 9 km au nord-est de Longpré-les-Corps-Saints, 9 km au nord-ouest de Flixecourt, 15 km à l'est d'Abbeville et à 28 km au nord-ouest d'Amiens à vol d'oiseau.
Le territoire de la commune est limitrophe de ceux de quatre communes.
Les communes limitrophes sont Ailly-le-Haut-Clocher, Brucamps, Domqueur et Gorenflos.

### Hydrographie
La commune est située dans le bassin Artois-Picardie. Elle n'est drainée par aucun cours d'eau.

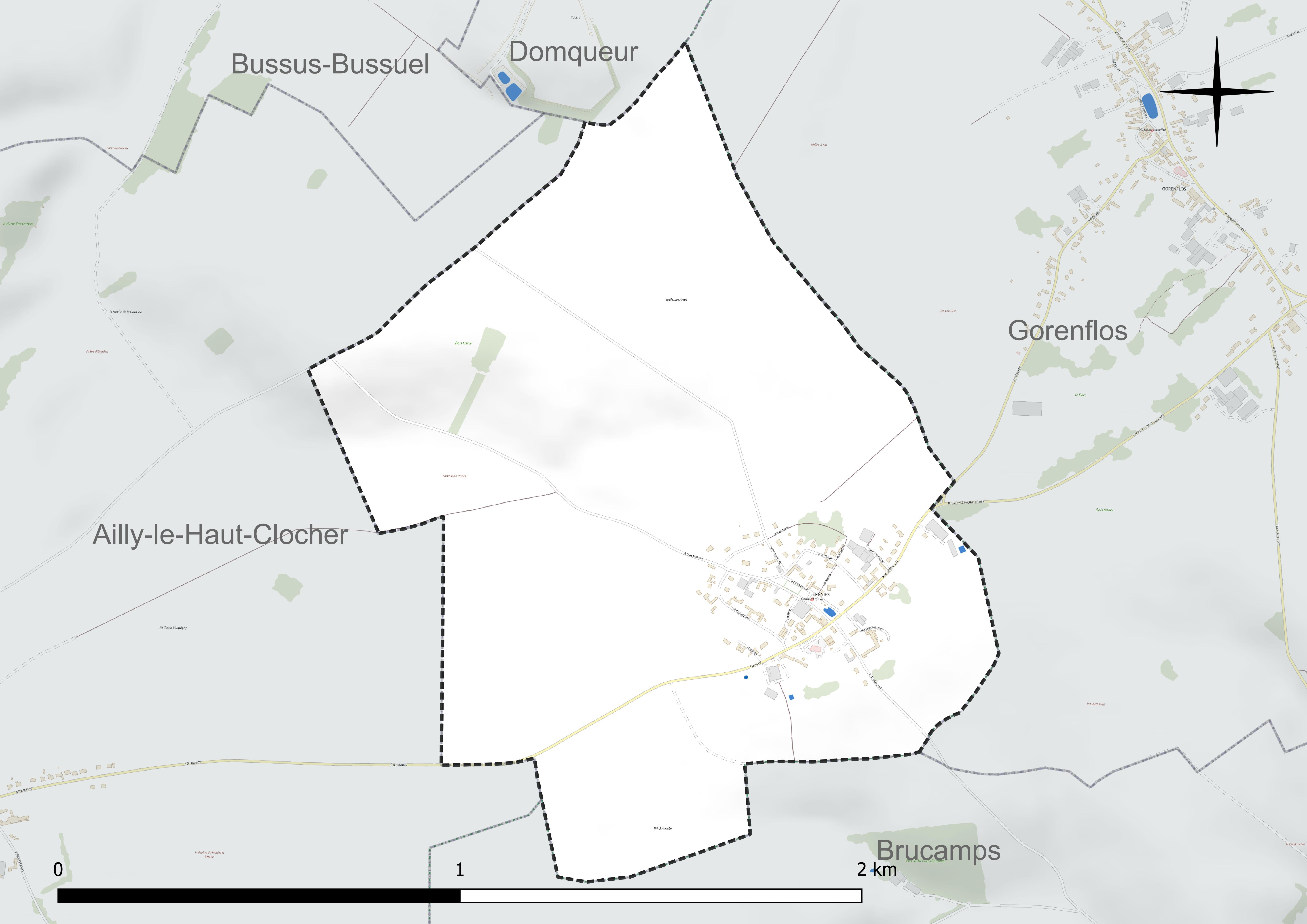
Réseau hydrographique d'Ergnies.

### Climat
Pour des articles plus généraux, voir Climat des Hauts-de-France et Climat de la Somme.
En 2010, le climat de la commune est de type climat océanique dégradé des plaines du Centre et du Nord, selon une étude du CNRS s'appuyant sur une série de données couvrant la période 1971-2000. En 2020, Météo-France publie une typologie des climats de la France métropolitaine dans laquelle la commune est exposée à un climat océanique et est dans la région climatique Côtes de la Manche orientale, caractérisée par un faible ensoleillement (1 550 h/an) ; forte humidité de l'air (plus de 20 h/jour avec humidité relative > 80 % en hiver), vents forts fréquents.
Pour la période 1971-2000, la température annuelle moyenne est de 10,3 °C, avec une amplitude thermique annuelle de 13,8 °C. Le cumul annuel moyen de précipitations est de 841 mm, avec 12,6 jours de précipitations en janvier et 8,8 jours en juillet. Pour la période 1991-2020, la température moyenne annuelle observée sur la station météorologique la plus proche, située sur la commune de Bernaville à 10 km à vol d'oiseau, est de 10,4 °C et le cumul annuel moyen de précipitations est de 877,3 mm,. Pour l'avenir, les paramètres climatiques de la commune estimés pour 2050 selon différents scénarios d'émission de gaz à effet de serre sont consultables sur un site dédié publié par Météo-France en novembre 2022.

## Urbanisme

### Typologie
Au 1er janvier 2024, Ergnies est catégorisée commune rurale à habitat dispersé, selon la nouvelle grille communale de densité à sept niveaux définie par l'Insee en 2022.
Elle est située hors unité urbaine. Par ailleurs la commune fait partie de l'aire d'attraction d'Amiens, dont elle est une commune de la couronne,. Cette aire, qui regroupe 369 communes, est catégorisée dans les aires de 200 000 à moins de 700 000 habitants,.

### Occupation des sols
L'occupation des sols de la commune, telle qu'elle ressort de la base de données européenne d'occupation biophysique des sols Corine Land Cover (CLC), est marquée par l'importance des territoires agricoles (100 % en 2018), une proportion identique à celle de 1990 (100 %). La répartition détaillée en 2018 est la suivante : 
terres arables (78 %), zones agricoles hétérogènes (22 %). L'évolution de l'occupation des sols de la commune et de ses infrastructures peut être observée sur les différentes représentations cartographiques du territoire : la carte de Cassini (XVIIIe siècle), la carte d'état-major (1820-1866) et les cartes ou photos aériennes de l'IGN pour la période actuelle (1950 à aujourd'hui).

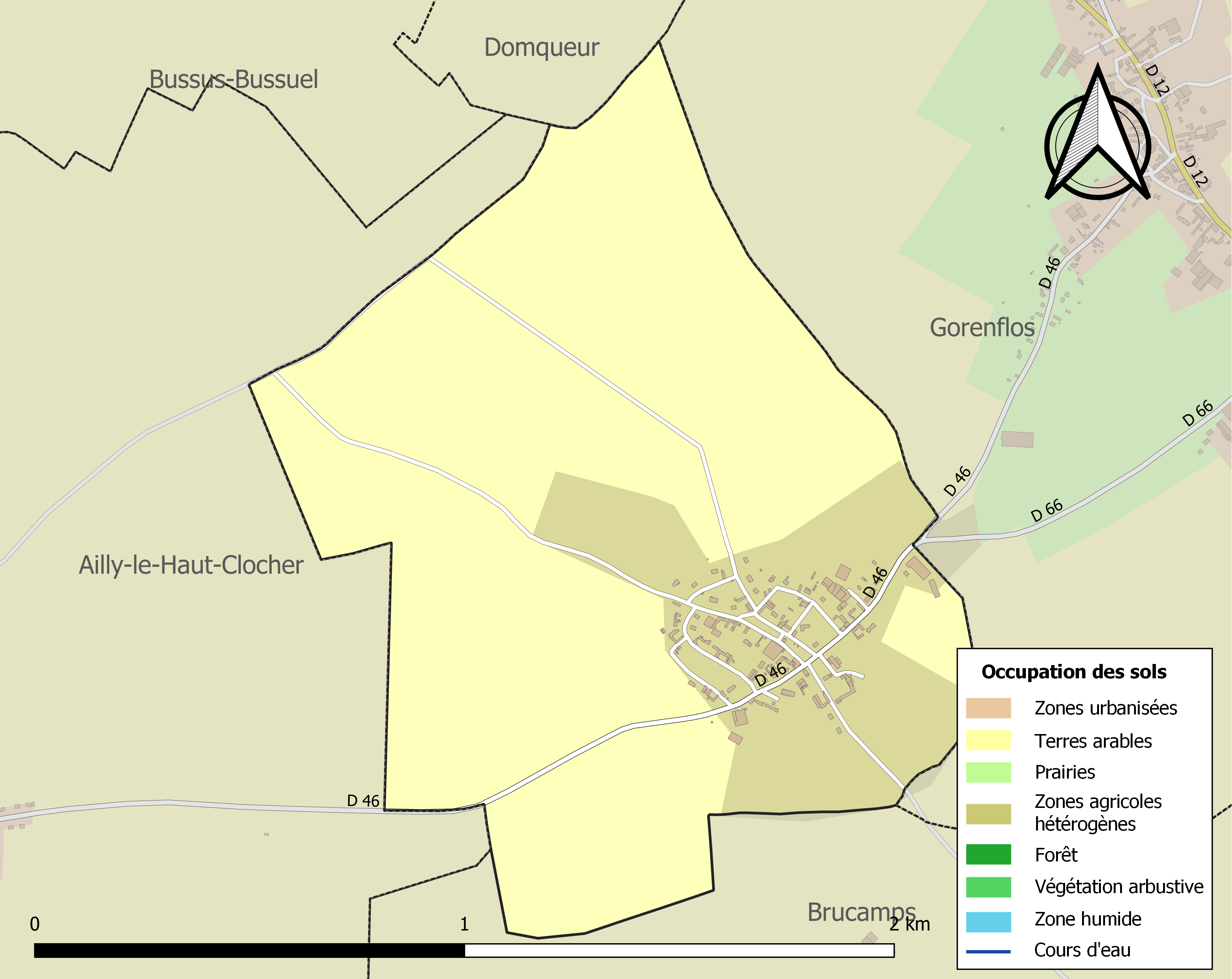
Carte des infrastructures et de l'occupation des sols de la commune en 2018 (CLC).

### Voies de communication et transports
Desservi par la route qui mène d'Ailly à Gorenflos, il est aisément accessible par l'ex-route nationale 1 (actuelle RD 1001) et l'Autoroute A16.

## Toponymie
Le nom de la localité est attesté sous les formes Pagus Evercinus en 960 ; Gregnies en 1301 ; Euregnies en 1485 ; Ergnies en 1507 ; Ergnies-en-Vimeu en 1539 ; Ergnieres en 1561 ; Ergnie en 1567 ; Erigniez en 15.. ; Ernicq en 1638 ; Ernies en 1646 ; Erguies—Erquies en 1648 ; Ernie en 1743.

## Histoire
La charte communale d'Ergnies, une des premières communautés affranchies, a été octroyée par le comte du Ponthieu en 1270. Le blason communal a repris la représentation du comte à cheval, comme sur le sceau primitif.
Les célestins, riches moines d'Amiens, avec leur château (l'ancienne école agricole), sont les seigneurs du village jusqu'à la Révolution française.
Le chœur de l'église est détruit pendant la Seconde Guerre mondiale par des bombardements visant le site de lancement de V1 de Gorenflos.
En 2016, des fontis sont apparus dans trois jardins de la commune, laissant supposer l'existence de muches ou de marnières souterraines abandonnées.

## Politique et administration

### Liste des maires
| Période                                  | Période                      | Identité          | Étiquette | Qualité                         |
| ---------------------------------------- | ---------------------------- | ----------------- | --------- | ------------------------------- |
| Les données manquantes sont à compléter. |                              |                   |           |                                 |
| 1983                                     | avril 2014                   | Jean-Claude Briet |           | Conseiller d'insertion retraité |
| avril 2014                               | juillet 2020                 | Évelyne Dorléans  |           |                                 |
| juillet 2020                             | En cours (au 8 octobre 2020) | Damien Briet      |           | Enseignant                      |

### Distinctions et labels
En 2018, la commune obtient le premier prix d'honneur et d'horticulture dans le cadre du concours régional des maisons fleuries. C'est la voie ouverte pour l'obtention de la première fleur.

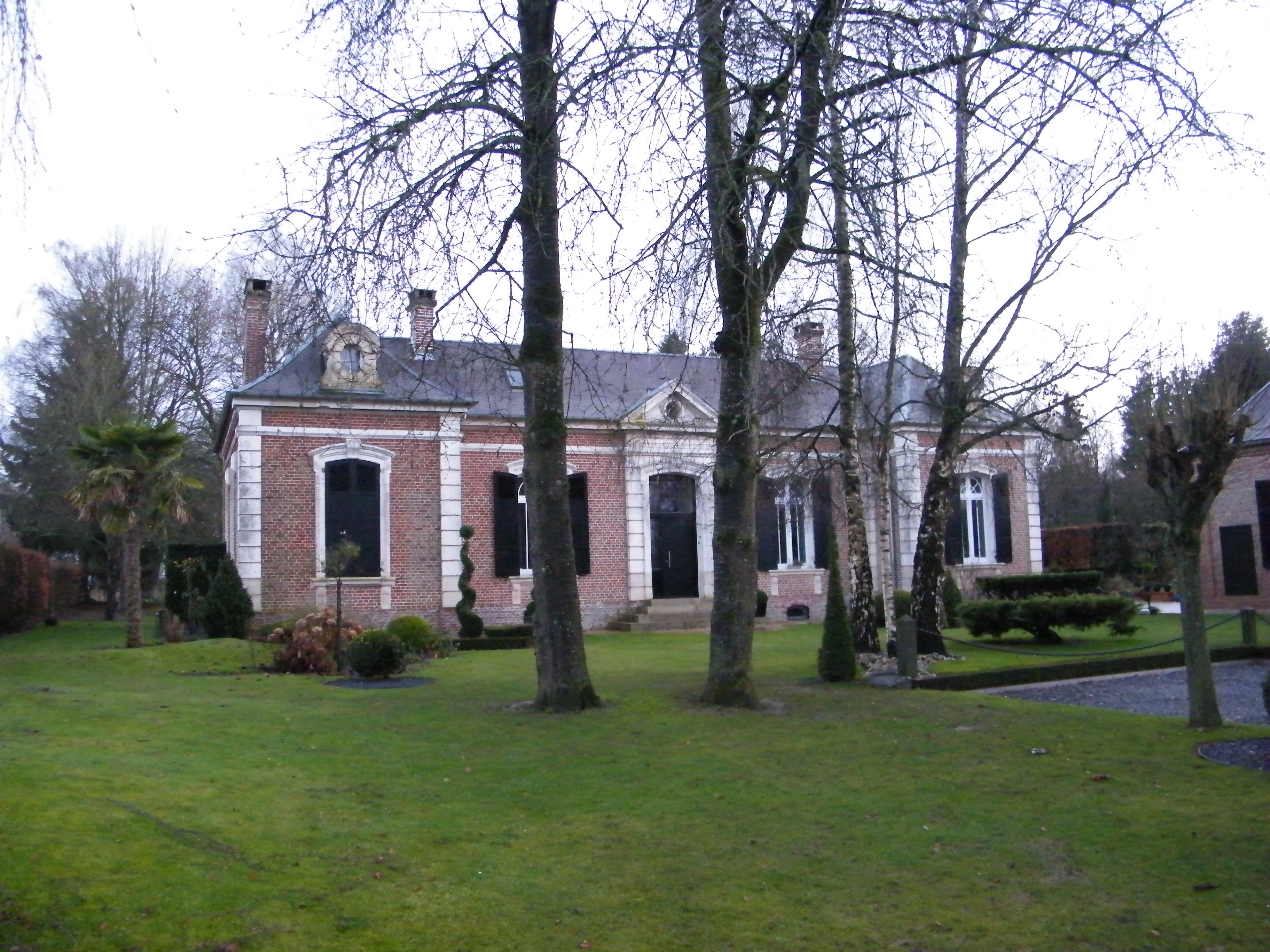
Habitat local.

## Population et société

### Démographie
L'évolution du nombre d'habitants est connue à travers les recensements de la population effectués dans la commune depuis 1793. Pour les communes de moins de 10 000 habitants, une enquête de recensement portant sur toute la population est réalisée tous les cinq ans, les populations de référence des années intermédiaires étant quant à elles estimées par interpolation ou extrapolation. Pour la commune, le premier recensement exhaustif entrant dans le cadre du nouveau dispositif a été réalisé en 2008.

En 2022, la commune comptait 164 habitants, en évolution de −8,89 % par rapport à 2016 (Somme : −1,26 %, France hors Mayotte : +2,11 %).
| 1793 | 1800 | 1806 | 1821 | 1831 | 1836 | 1841 | 1846 | 1851 |
| ---- | ---- | ---- | ---- | ---- | ---- | ---- | ---- | ---- |
| 195  | 220  | 299  | 238  | 245  | 234  | 251  | 257  | 250  |

| 1856 | 1861 | 1866 | 1872 | 1876 | 1881 | 1886 | 1891 | 1896 |
| ---- | ---- | ---- | ---- | ---- | ---- | ---- | ---- | ---- |
| 218  | 231  | 217  | 209  | 202  | 195  | 190  | 173  | 159  |

| 1901 | 1906 | 1911 | 1921 | 1926 | 1931 | 1936 | 1946 | 1954 |
| ---- | ---- | ---- | ---- | ---- | ---- | ---- | ---- | ---- |
| 153  | 173  | 152  | 132  | 125  | 109  | 105  | 93   | 108  |

| 1962 | 1968 | 1975 | 1982 | 1990 | 1999 | 2006 | 2008 | 2013 |
| ---- | ---- | ---- | ---- | ---- | ---- | ---- | ---- | ---- |
| 101  | 93   | 88   | 99   | 114  | 152  | 188  | 198  | 189  |

| 2018 | 2022 | - | - | - | - | - | - | - |
| ---- | ---- | - | - | - | - | - | - | - |
| 179  | 164  | - | - | - | - | - | - | - |

### Enseignement
L'école du regroupement pédagogique concentré Victor Hugo a été implantée à Ailly-le-Haut-Clocher. Elle scolarise 303 élèves au cours de l'année scolaire 2014-2015 et regroupe des écoliers d'Ailly-le-Haut-Clocher, Brucamps, Domqueur, Ergnies, Long, Mouflers, Yaucourt-Bussus.

## Culture locale et patrimoine

### Lieux et monuments
- Église Saint-Wulfran[31],[32].

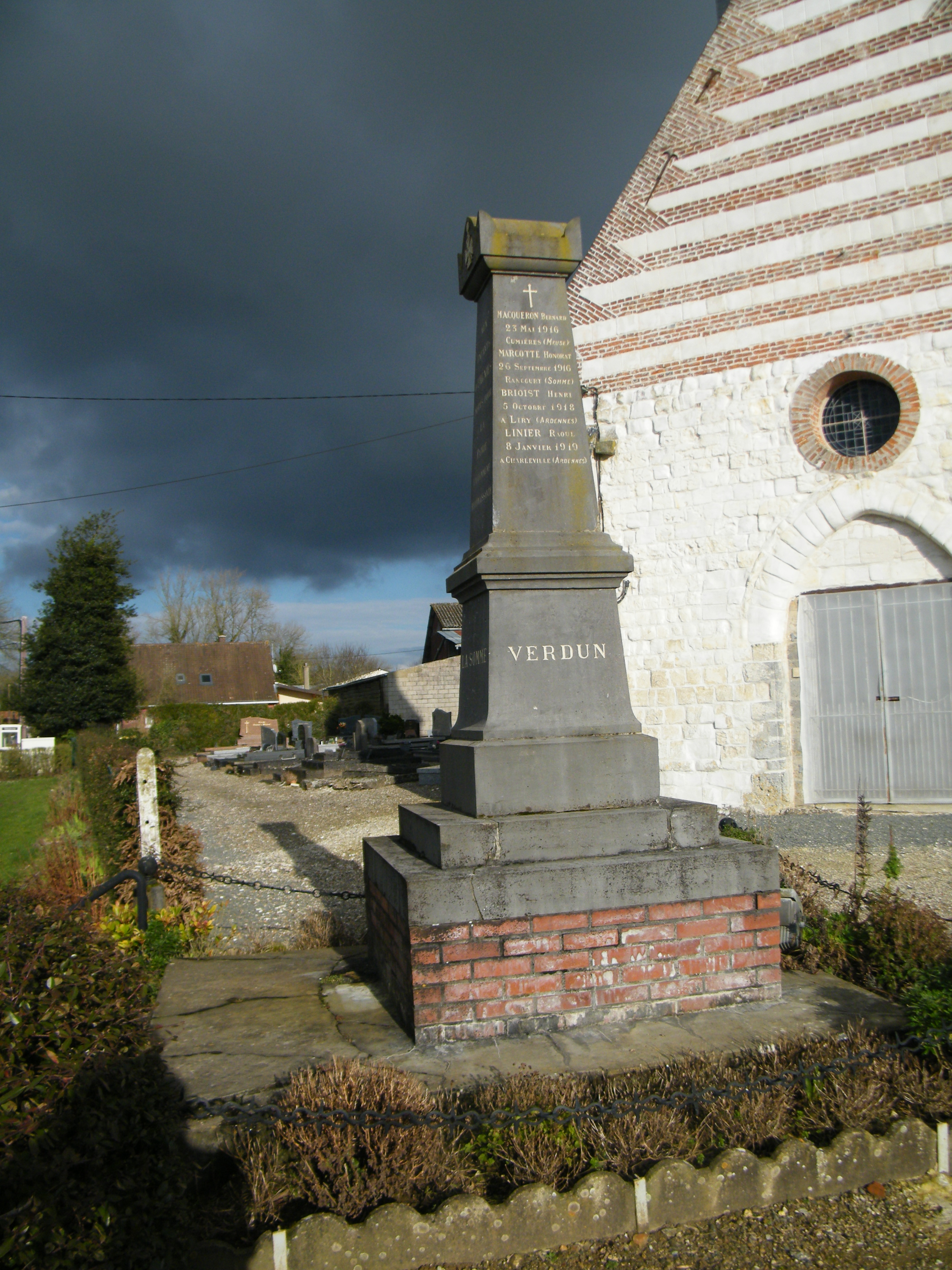
Monument aux morts pour la patrie.
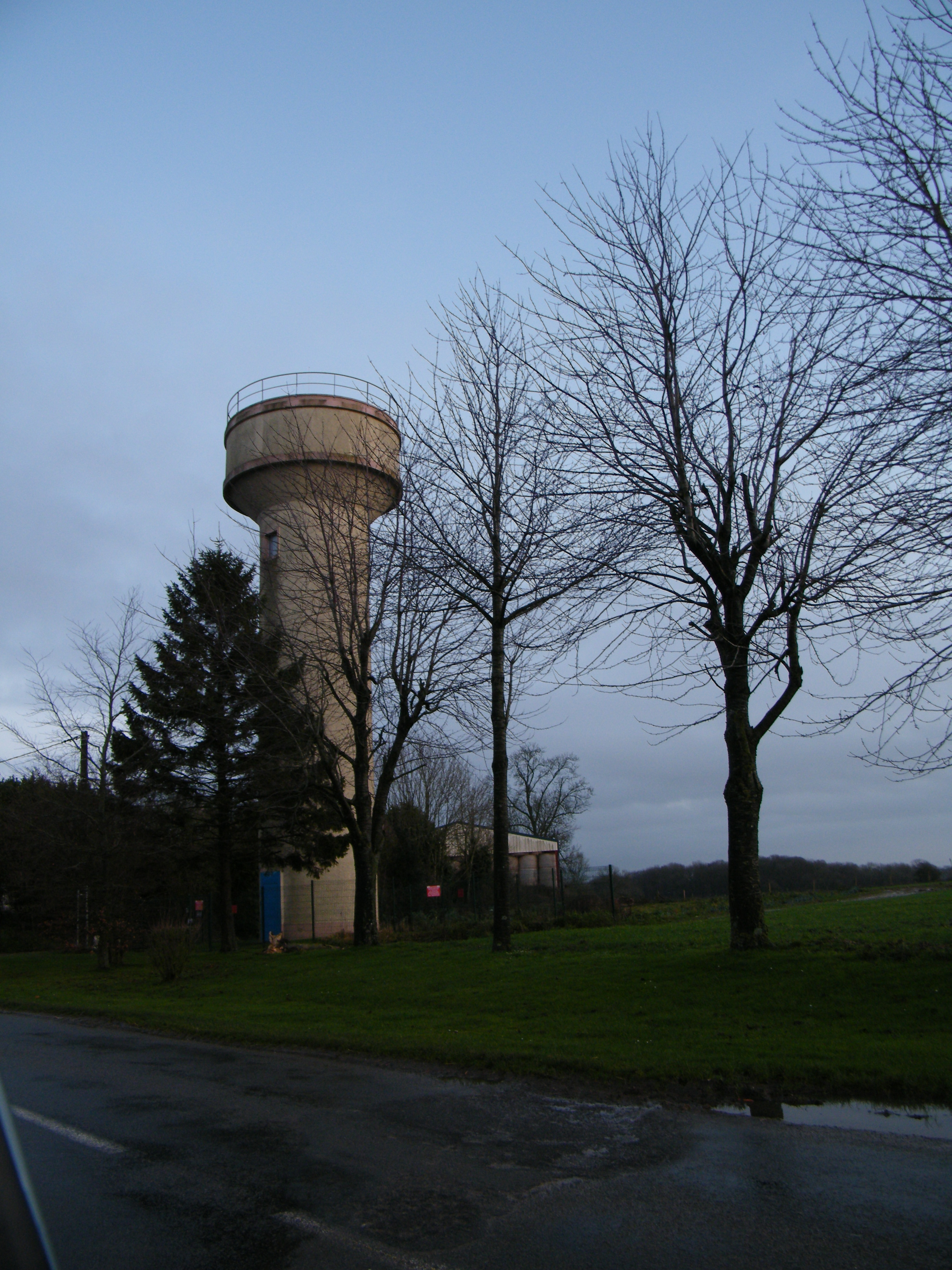
Le château d'eau.
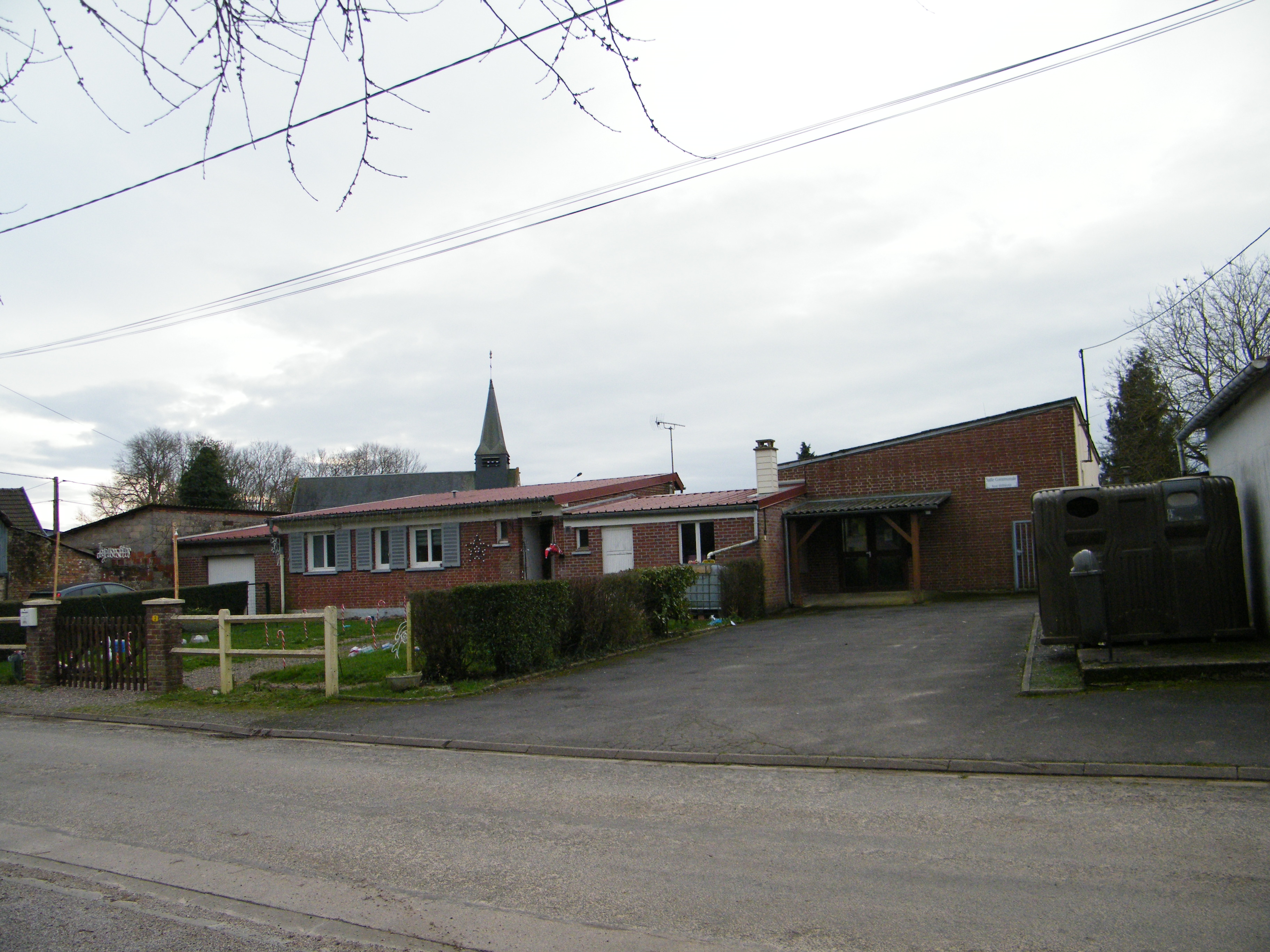
La salle communale.
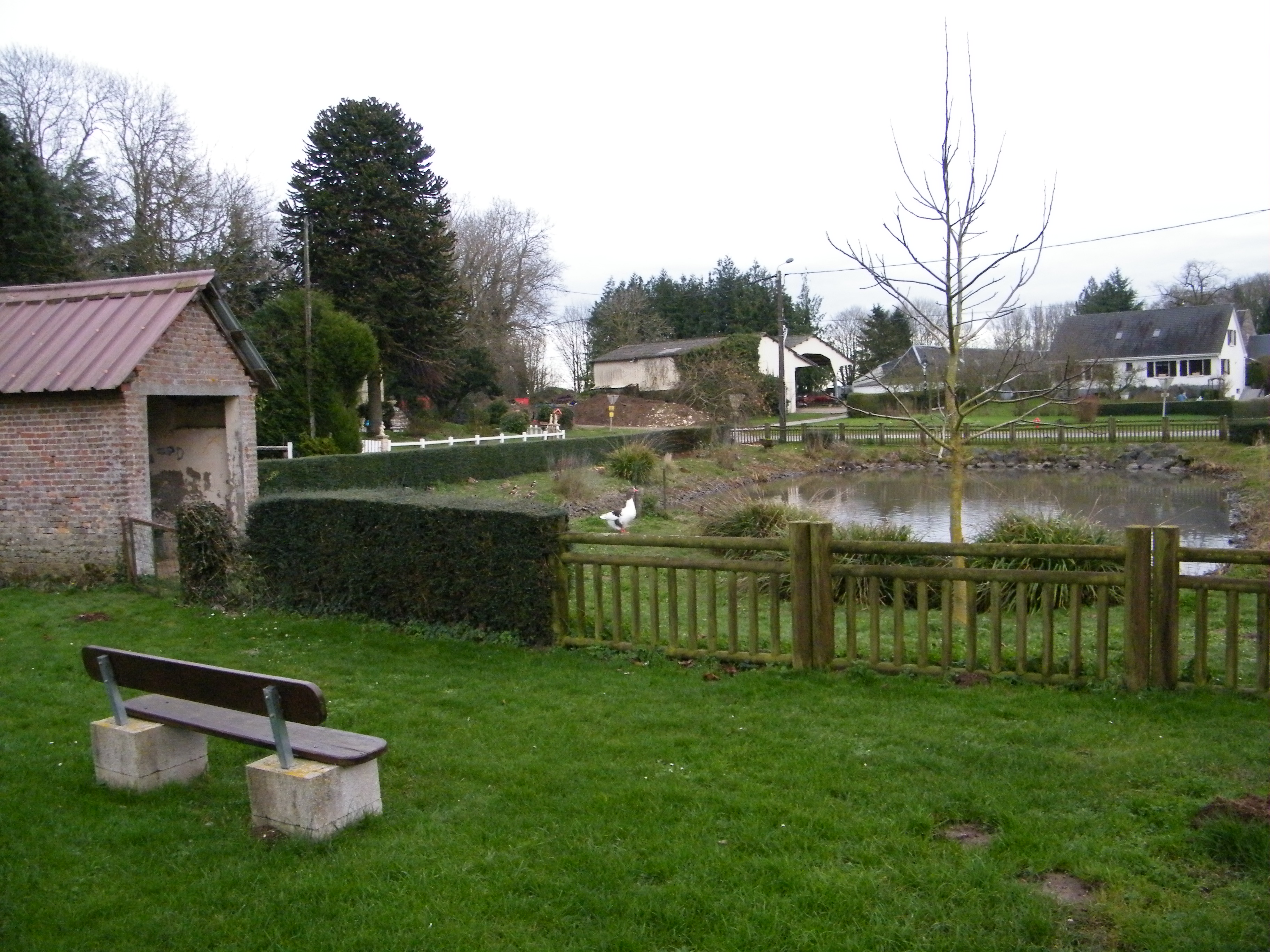
La mare communale.

- Haies et bosquets d'intérêt patrimonial[19][réf. à confirmer].
- Présence de muches très probable (souterrains-refuge[33]).

### Héraldique, logotype et devise
Blason populaire : « Gins d'église, bieu catieu, s'tête din chés camps, ses pieds din l'ieu. »
| Blason de Ergnies | Blason  | De gueules au cavalier armé, casqué et cuirassé d'argent, éperonné d'or, brandissant de sa main dextre une épée d'argent garnie d'or posée en fasce, tenant sur son bras senestre un écu d'or à trois bandes d'azur, chevauchant un cheval cabré d'argent, bridé, sellé, harnaché de sinople et morsé d'or. |
| Blason de Ergnies | Détails | Le statut officiel du blason reste à déterminer. |